# Langkitin
Langkitin is een bestuurslaag in het regentschap Rokan Hulu van de provincie Riau, Indonesië. Langkitin telt 1608 inwoners (volkstelling 2010).